# Lazulite
La lazulite (simbolo IMA: Lzl) è un minerale abbastanza comune del gruppo omonimo appartenente alla famiglia minerale dei "fosfati, arseniati e vanadati" e che possiede composizione chimica MgAl2(PO4)2(OH)2.
La lazulite, da non confondersi con la lazurite (Na7Ca(Al6Si6O24)(SO4)(S3)- • H2O), è l'analogo del magnesio della scorzalite, dominata dal ferro bivalente.

## Etimologia e storia
Il nome della lazulite deriva dal termine arabo السماء, che significa 'cielo', in riferimento al tipico colore del minerale. Il minerale fu descritto per la prima volta nel 1791 da J.F.W. Widenmann e quattro anni dopo di nuovo da Martin Heinrich Klaproth.

## Classificazione
Nella nona edizione della sistematica dei minerali di Strunz, aggiornata dall'Associazione Mineralogica Internazionale (IMA) nel 2009,  la lazulite è elencata nella classe "8. Fosfati, arseniati, vanadati" e nella sottoclasse "8.B Fosfati, ecc., con anioni aggiuntivi, senza H2O"; questa viene ulteriormente suddivisa in base alla dimensione dei cationi coinvolti, in modo da trovare la lazulite nella sezione "8.BB Con soltanto cationi di media dimensione, (OH, ecc.):RO4 circa 1:1" dove forma il sistema nº 8.BB.40 insieme a hentschelite, wilhelmkleinite, borbosalite e scorzalite.
Tale classificazione viene mantenuta anche nell'edizione successiva, proseguita dal database "mindat.org" e chiamata Classificazione Strunz-mindat dove la lazulite, insieme ai minerali già citati, si trova in compagnia anche della meizhouite.
Nella Sistematica dei lapis (Lapis-Systematik) di Stefan Weiß la lazulite si trova nella classe dei "fosfati, arseniati e vanadati" e da lì nella sottoclasse dei "fosfati anidri, con anioni estranei F, Cl, O, OH"; qui il minerale è nella sezione dei "cationi di medie dimensioni: Mg-Mn-Fe-Cu-Zn; gruppo della lazulite" dove forma il sistema nº VII/B.08 insieme a trolleite, scorzalite, barbosalite, hentschelite, wilhelmkleinite, zinclipscombite, lipscombite e richellite.
La classificazione dei minerali secondo Dana, usata principalmente nel mondo anglosassone, elenca la lazulite nella classe dei "fosfati, arseniati e vanadati" e nella sottoclasse dei "fosfati anidri ecc., con idrossile o alogeno con (A2+B2+)3(XO4)2Zq"; qui forma il "gruppo della lazulite" insieme a scorzalite, hentschelite e barbosalite con il sistema nº 41.10.1.

## Abito cristallino
La lazulite cristallizza nel sistema monoclino nel gruppo spaziale P21/c (gruppo nº 14) con i parametri reticolari a = 7,144(1) Å, b = 7,278(1) Å, c = 7,228(1) Å e β = 120,5(1)°, oltre ad avere 2 unità di formula per cella unitaria.

## Origine e giacitura
La lazulite si trova in quarziti metamorfiche, scisti e vene di quarzo, oppure sui bordi di pegmatiti granitiche complesse, ma anche in alluvi e colluvi; la paragenesi è con quarzo, andalusite, rutilo, cianite, corindone, muscovite, pirofillite, dumortierite, wagnerite, svanbergite, berlinite (nei campioni trovati nelle quarziti metamorfiche), oppure con albite, quarzo, muscovite, tormalina, berillo (per campioni trovati nelle pegmatiti).
La lazulite è un minerale piuttosto diffuso. La sua località tipo è a Freßnitzgraben (47.52081°N 15.55996°E) presso Krieglach (in Stiria, Austria) e sempre in Austria è stato trovato in molti altri siti; solo per citarne alcuni: miniere e cave nei pressi di Langenwang, Spital am Semmering e Fischbach (Stiria), Matrei in Osttirol (Tirolo), Bischofshofen e Mittersill (nel Salisburghese).
In Italia è stata trovata a Colico, Chiesa in Valmalenco, Lanzada, Madesimo (Lombardia); Bellino e Prazzo (Piemonte); a Val di Vizze (Trentino-Alto Adige); a Pietrasanta (Toscana); Balestrino, Magliolo, Quiliano e Toirano (Liguria).
La lazulite è stata trovata in molti altri Paesi sparsi per il mondo per i vari continenti.

## Forma in cui si presenta in natura

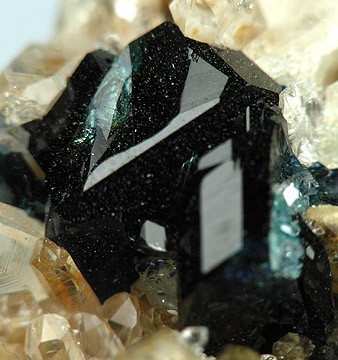
Cristallo di lazulite proveniente da Rapid Creek, nel distretto minerario di Dawson (Yukon, Canada)
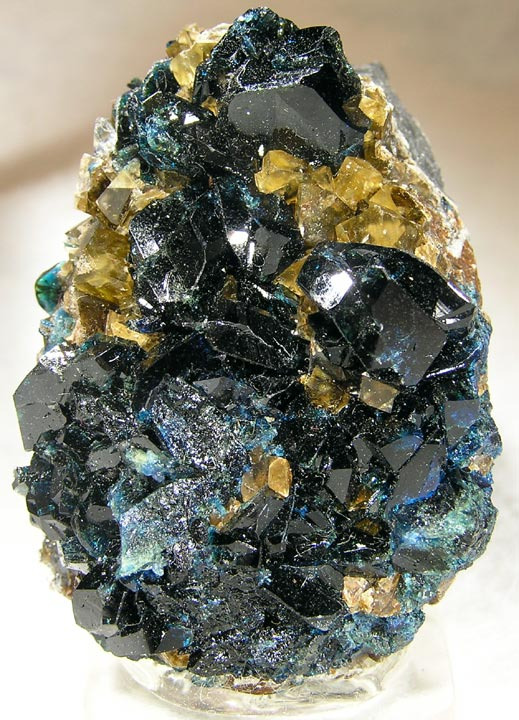
Lazulite anch'essa proveniente da Rapid Creek (Canada)
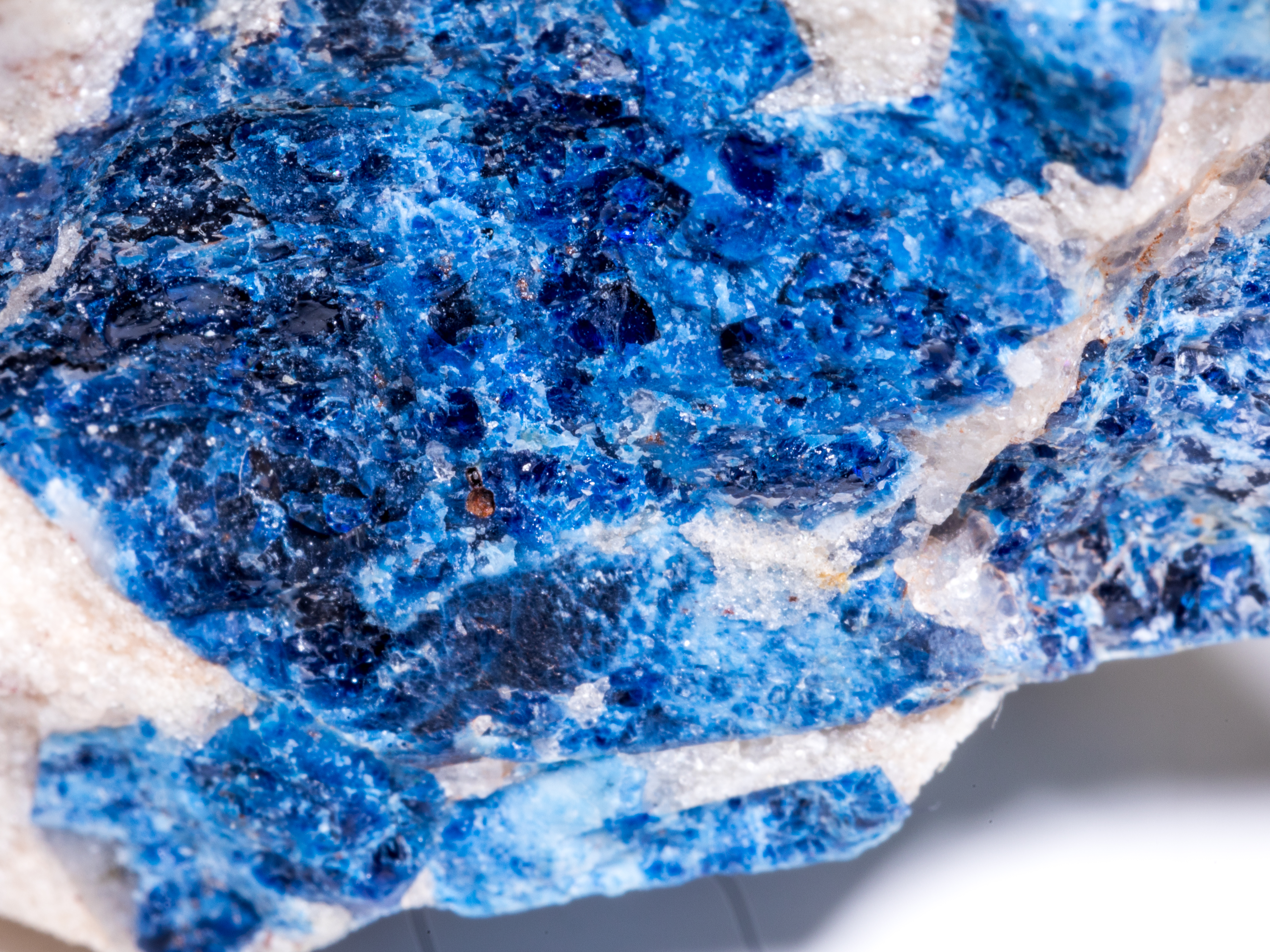
Lazulite scoperta a Graves Mountain (Georgia, Stati Uniti)
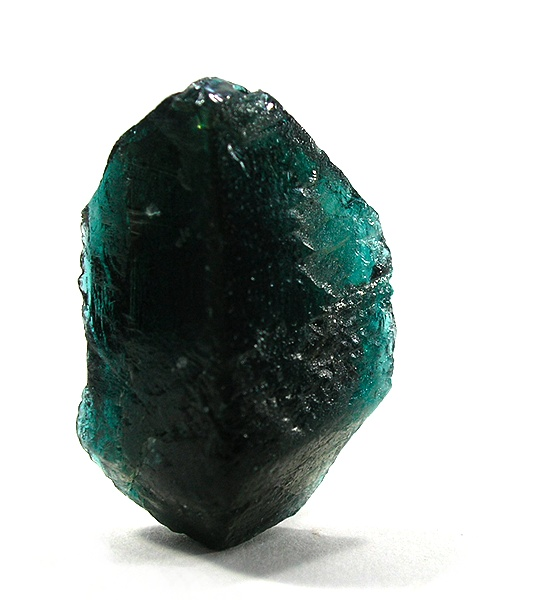
Lazulite proveniente da Nanga Parbat (Pakistan)

La lazulite di solito sviluppa cristalli prismatici o bipiramidali corti, ma anche aggregati granulari o massicci di colore da blu pallido, a blu cielo, a blu. I cristalli ben sviluppati sono spesso da trasparenti a traslucidi e mostrano una lucentezza vitrea sulla loro superficie. Il colore del suo striscio è bianco.